# Liste der Wappen im Ortenaukreis
Diese Liste enthält alle in der Wikipedia gelisteten Wappen des Ortenaukreises in Baden-Württemberg, inklusive historischer Wappen. Fast alle Städte, Gemeinden und Kreise in Baden-Württemberg führen ein Wappen. Sie sind über die Navigationsleiste am Ende der Seite erreichbar.

## Ortenaukreis

Wappen des Ortenaukreises[1]
Der Ortenaukreis in Baden-Württemberg

## Städtewappen im Ortenaukreis

Achern[2]
Ettenheim[3]
Gengenbach[4]
Haslach im Kinzigtal[5]
Hausach[6]
Hornberg[7]
Kehl[8]
Lahr/Schwarzwald[9]
Mahlberg[10]
Oberkirch[11]
Offenburg[12]
Oppenau[13]
Renchen[14]
Rheinau[15]
Wolfach[16]
Zell am Harmersbach[17]

## Gemeindewappen im Ortenaukreis

Appenweier[18]
Bad Peterstal-Griesbach[19]
Berghaupten[20]
Biberach[21]
Durbach[22]
Fischerbach[23]
Friesenheim[24]
Gutach (Schwarzwaldbahn)[25]
Hofstetten[26]
Hohberg[27]
Kappel-Grafenhausen[28]
Kappelrodeck[29]
Kippenheim[30]
Lauf[31]
Lautenbach[32]
Meißenheim[33]
Mühlenbach[34]
Neuried[35]
Nordrach[36]
Oberharmersbach[37]
Oberwolfach[38]
Ohlsbach[39]
Ortenberg[40]
Ottenhöfen im Schwarzwald[41]
Ringsheim[42]
Rust[43]
Sasbach[44]
Sasbachwalden[45]
Schuttertal[46]
Schutterwald[47]
Schwanau[48]
Seebach[49]
Seelbach[50]
Steinach[51]
Willstätt[52]

## Ehemalige Gemeindewappen

Allmannsweier[53]
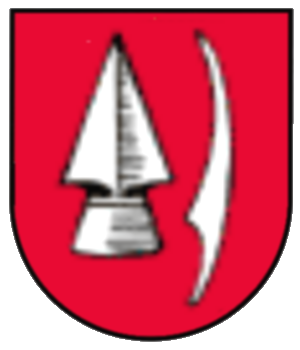
Altdorf
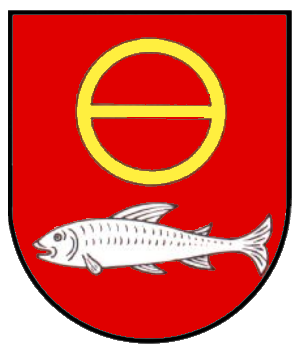
Altenheim
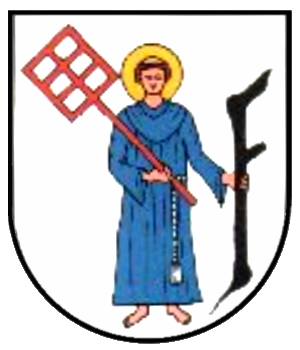
Auenheim
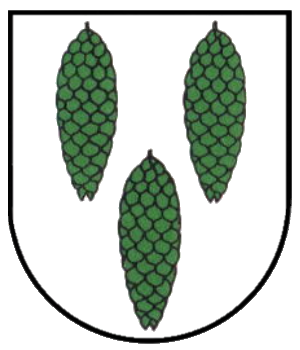
Bad Griesbach im Schwarzwald
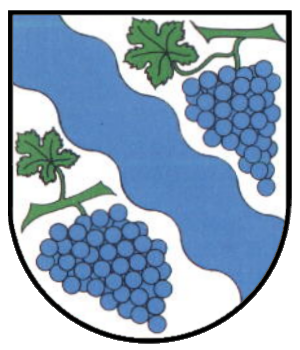
Bermersbach
Bodersweier[59]
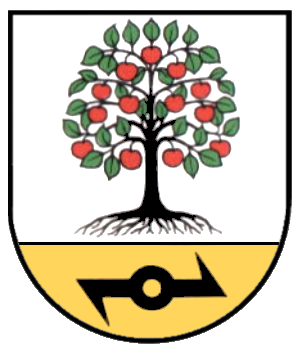
Bohlsbach
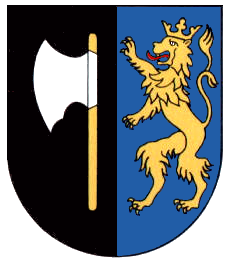
Bollenbach
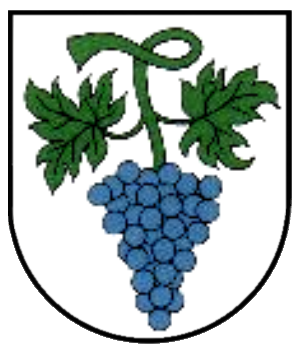
Bottenau
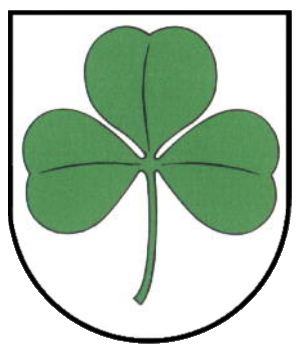
Bühl
Butschbach[64]
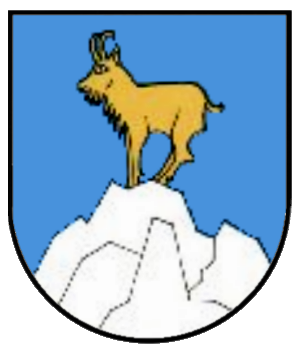
Diersburg
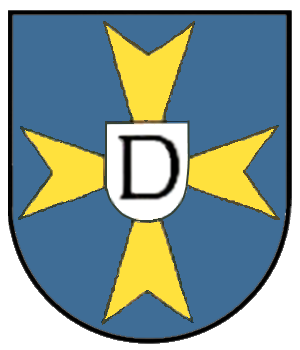
Diersheim
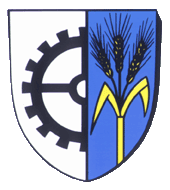
Dinglingen
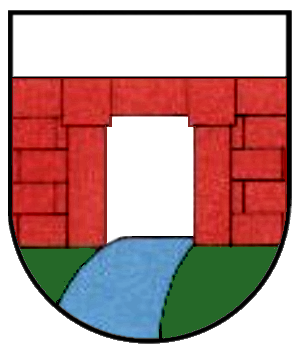
Dörlinbach
Dundenheim[69]
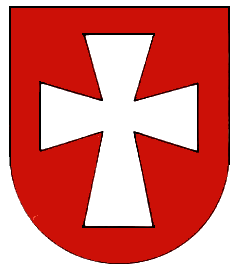
Ebersweier
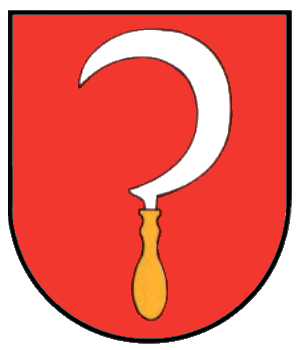
Eckartsweier
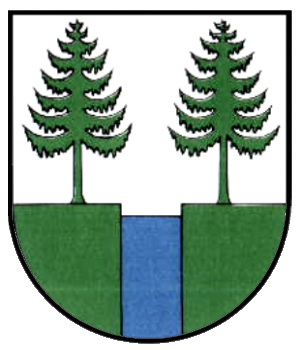
Einbach
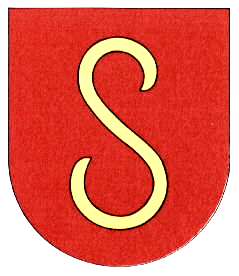
Elgersweier
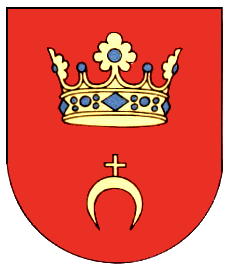
Erlach
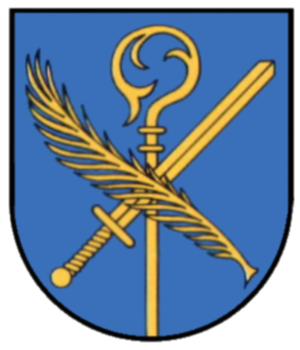
Ettenheimmünster
Fautenbach[76]
Fessenbach
Freistett[77]
Furschenbach[78]
Gamshurst[79]
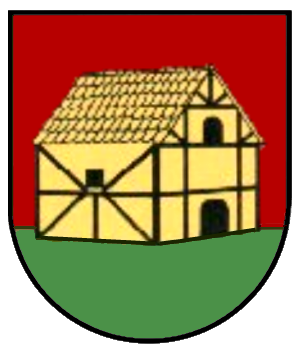
Goldscheuer
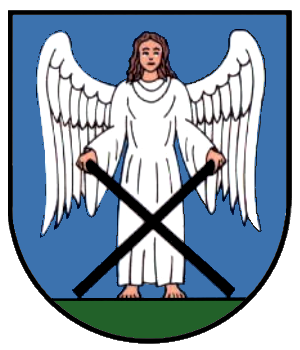
Grafenhausen
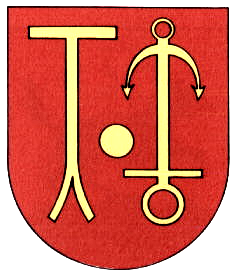
Griesheim
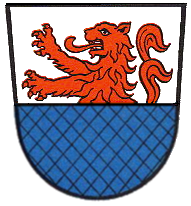
Großweier
Haslach[84]
Hausgereut[85]
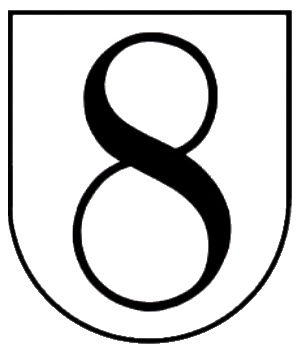
Heiligenzell
Helmlingen[87]
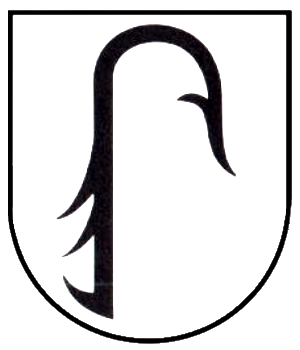
Hesselhurst
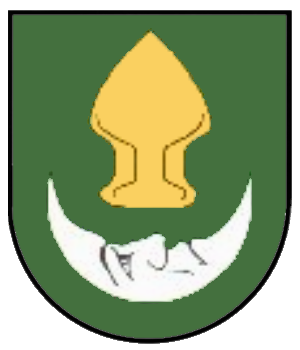
Hofweier
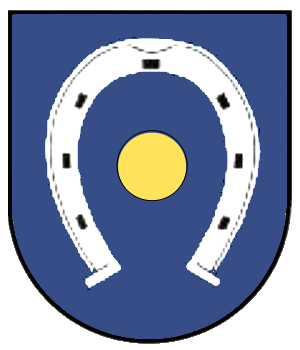
Hohnhurst
Holzhausen[91]
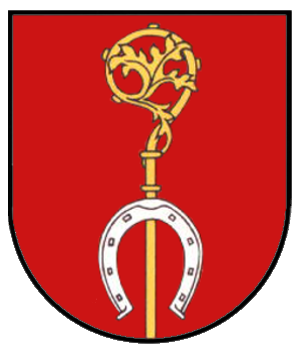
Honau
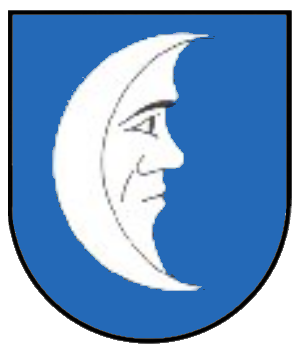
Hugsweier
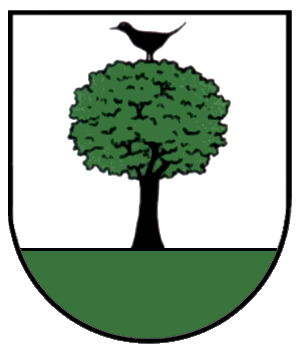
Ibach
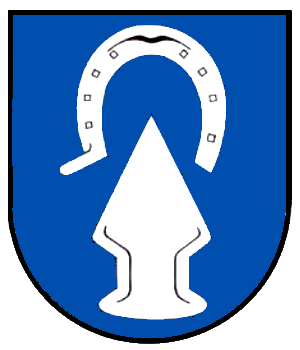
Ichenheim
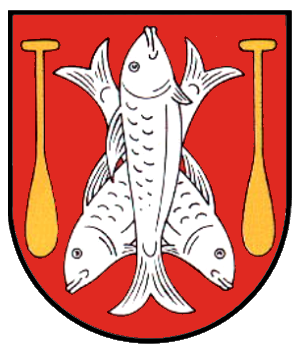
Kappel am Rhein
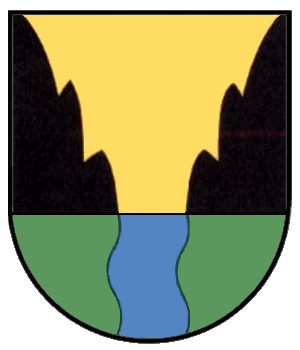
Kinzigtal
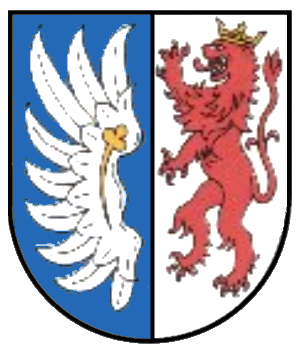
Kippenheimweiler
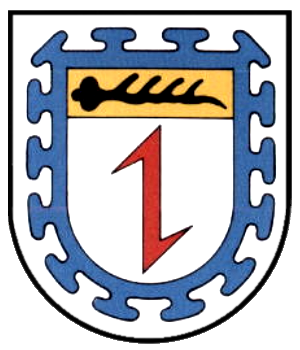
Kirnbach
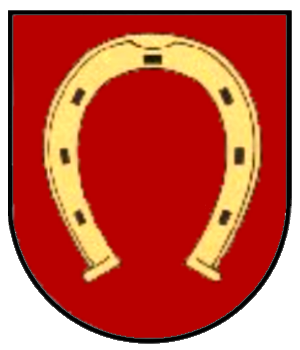
Kork
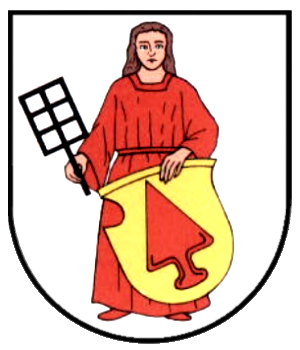
Kürzell
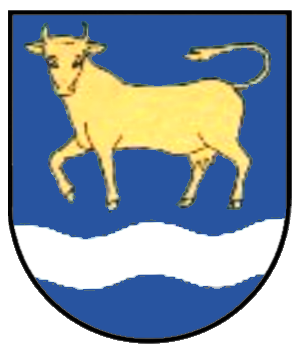
Kuhbach
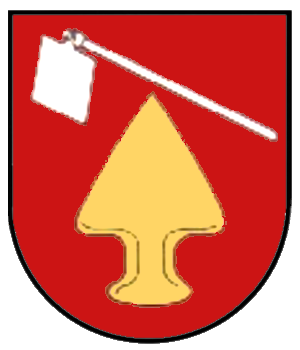
Langenwinkel
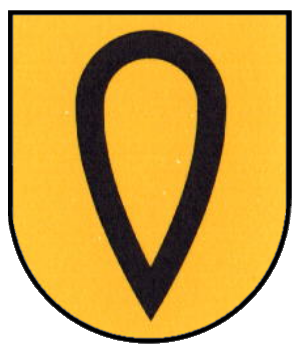
Legelshurst
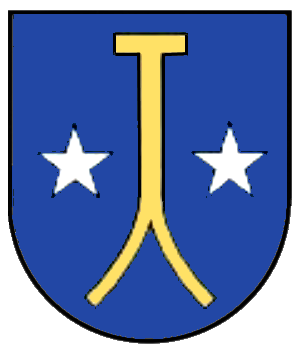
Leutesheim
Lierbach[106]
Linx[107]
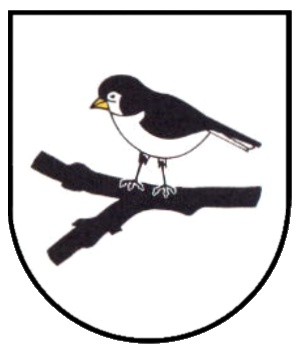
Maisach
Memprechtshofen[109]
Mietersheim[110]
Mösbach[111]
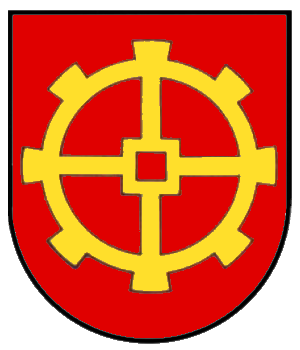
Müllen
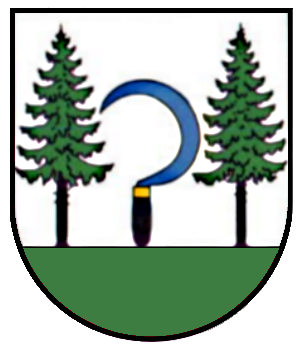
Münchweier
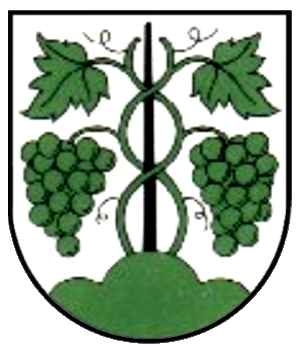
Nesselried
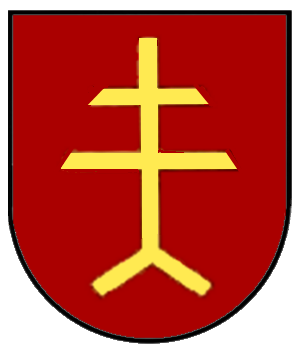
Neumühl
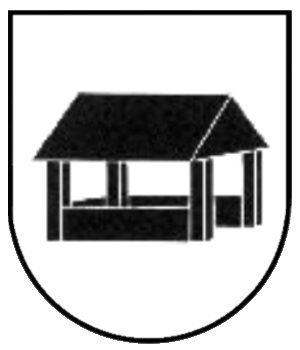
Niederschopfheim
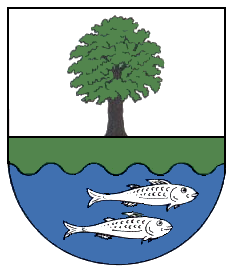
Niederwasser
Nonnenweier[118]
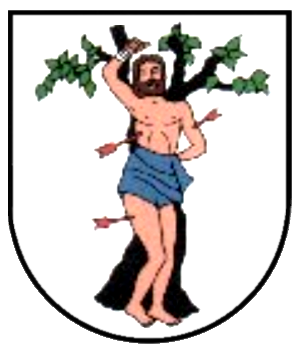
Nußbach
Oberachern[120]
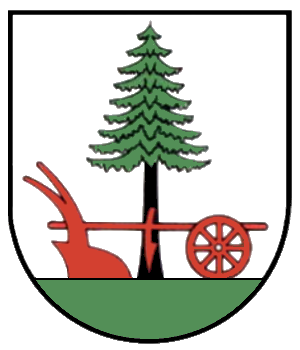
Oberentersbach
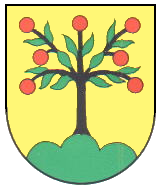
Obersasbach
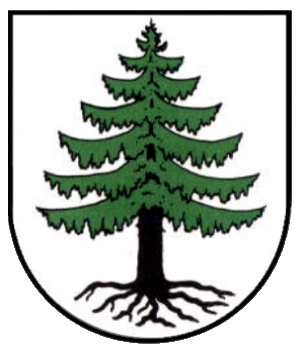
Oberschopfheim
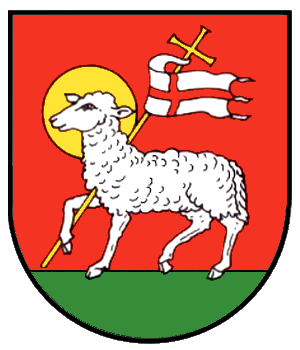
Oberweier
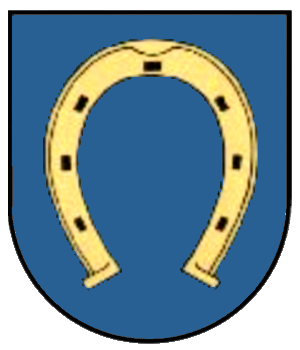
Odelshofen
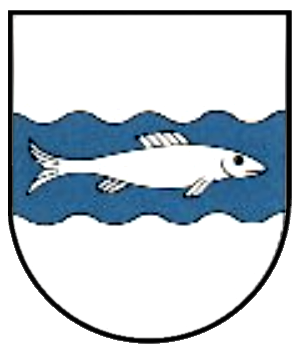
Ödsbach
Önsbach[127]
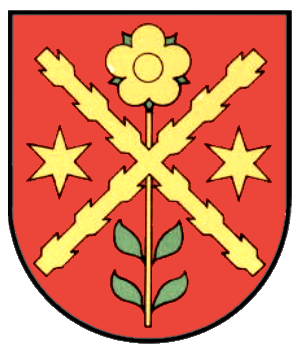
Orschweier
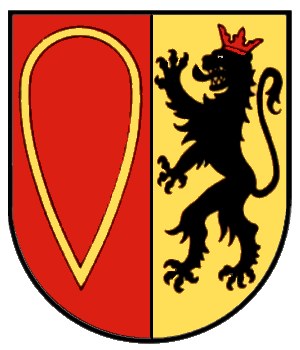
Ottenheim
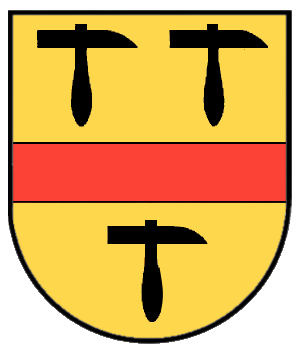
Prinzbach
Querbach[131]
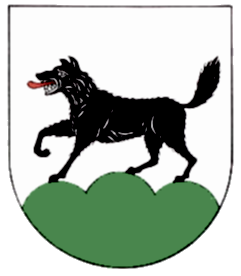
Rammersweier
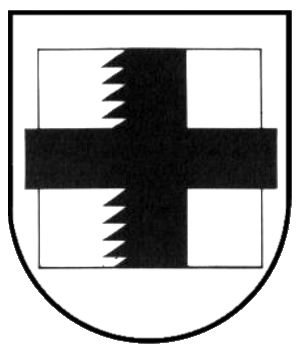
Ramsbach
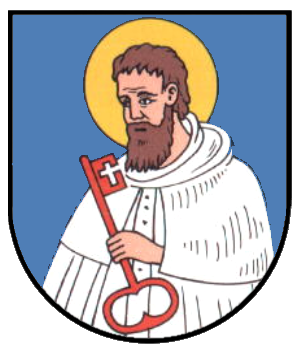
Reichenbach (Gengenbach)
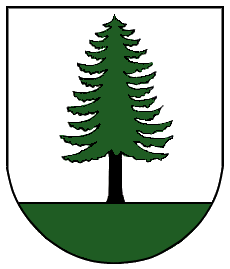
Reichenbach (Hornberg)
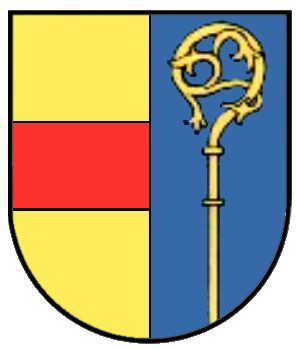
Reichenbach (Lahr)
Rheinbischofsheim[137]
Ringelbach[138]
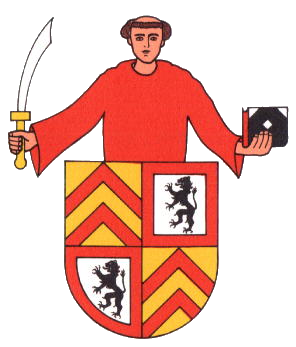
Sand
Sasbachried[140]
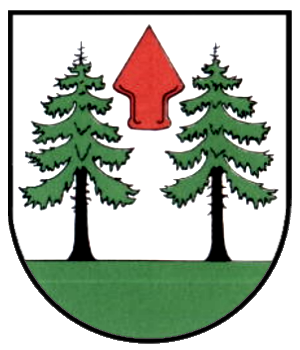
Schmieheim
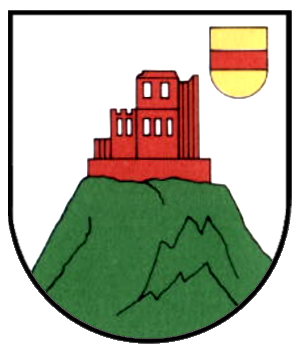
Schönberg
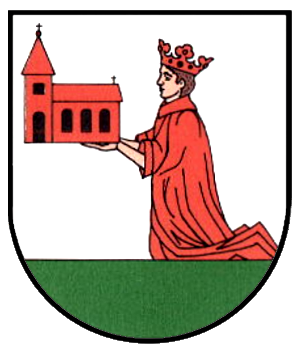
Schuttern
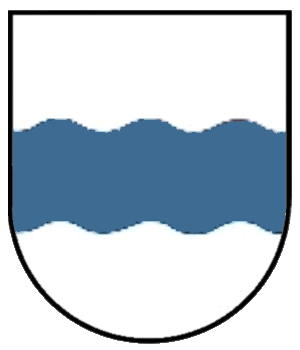
Schuttertal
Schutterzell[145]
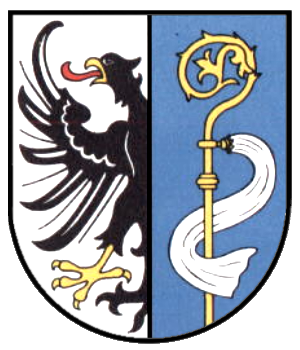
Schwaibach
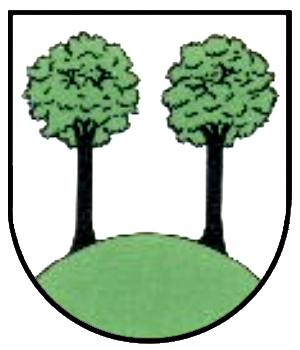
Schweighausen:
Seelbach (bis 1976)[148]
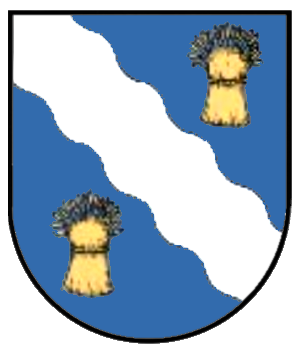
Stadelhofen
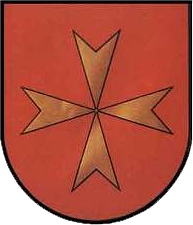
Sulz
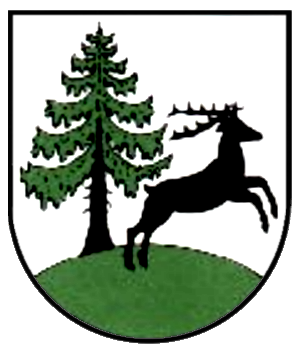
Tiergarten
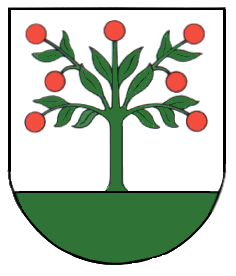
Ulm
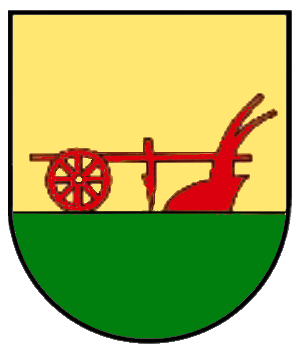
Unterentersbach
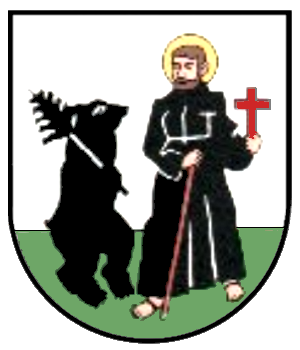
Unterharmersbach
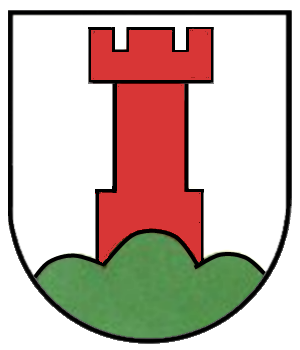
Urloffen
Wagshurst[156]
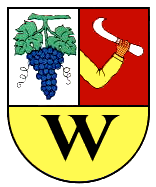
Waldulm
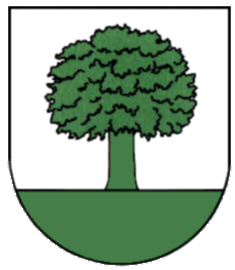
Wallburg
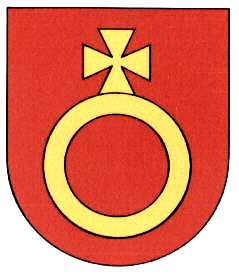
Waltersweier
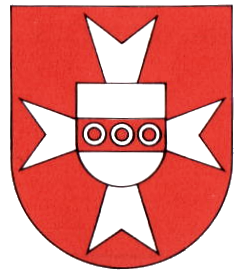
Weier
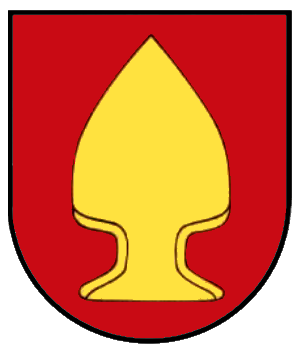
Welschensteinach
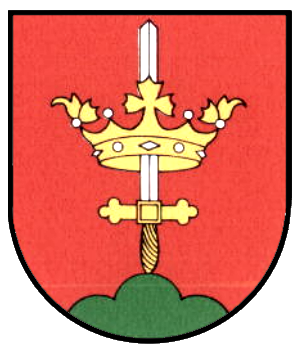
Windschläg
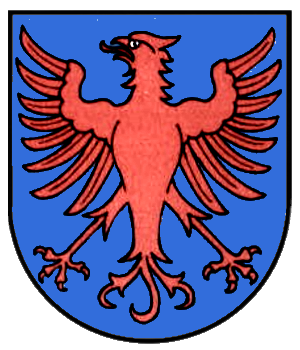
Wittelbach
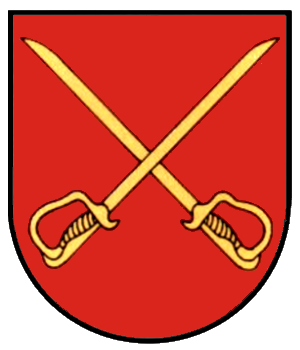
Wittenweier
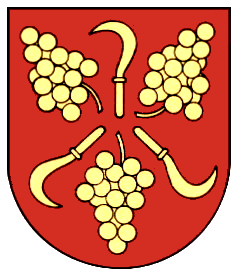
Zell-Weierbach
Zierolshofen[166]
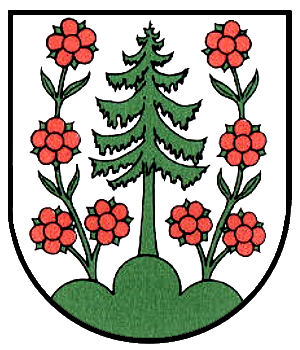
Zunsweier
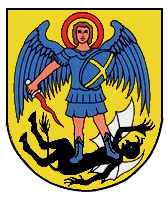
Zusenhofen

## Blasonierungen
1. ↑  Ortenaukreis: „In Silber ein rotbewehrter, schwarzer Doppeladler belegt mit einem goldenen Herzschild, darin ein silbern gerüsteter Heiliger (Hl. Georg) auf schwarzem Pferd, unter ihm ein grüner Drache.“
2. ↑  Achern: „Gespalten von Gold und Rot, vorne ein halber rotbewehrter und rotbezungter schwarzer Adler am Spalt, hinten ein silberner Balken.“
3. ↑  Ettenheim: „In Silber eine rote Burg mit offenem schwarzem Tor und drei mit Kreuzen besteckten Türmen, deren mittlerer mit Flachkuppel, die äußeren mit Spitzhelmen; beiderseits anschließend abgewinkelte, ungezinnte rote Mauerstücke.“
4. ↑  Gengenbach: „In Silber ein rot bezungter schwarzer Adler, belegt mit einem roten Brustschild, darin ein aufgerichtet gekrümmter silberner Gangfisch (Coregonus macrophthalmus).“
5. ↑  Haslach im Kinzigtal: „In Silber auf grünem Dreiberg wachsend ein symmetrischer, grüner Haselstrauch mit sieben einblättrigen Zweigen, der mittlere beidseitig mit je zwei, die beiden unteren mit je einem Fruchtstand.“
6. ↑  Hausach: „In Silber ein roter Fachwerkhausgiebel.“
7. ↑  Hornberg: „Über grünem Dreiberg in Silber zwei abgewendete, gestürzte, schwarze Hifthörner.“
8. ↑  Kehl: „In Silber ein schwarzer Anker, beseitet von zwei roten Rosen.“
9. ↑  Lahr/Schwarzwald: „Gespalten von Gold und Blau, vorne ein roter Balken, hinten eine durchgehende, schwarzgefugte, silberne Mauer (Tor) mit drei Schwalbenschwanzzinnen, offenem Tor mit hochgezogenem, schwarzem Fallgatter, oben zwei schwarze Bogenfenster zwischen zwei schwarzen Leisten.“
10. ↑  Mahlberg: „In Blau zwei silberne Sterne über einem goldenen Sechsberg.“
11. ↑  Oberkirch: „Unter rotem Schildhaupt, darin ein silberner Schrägbalken, gespalten von Blau und Gold, vorne auf grünem Dreiberg eine silberne Kirche mit Dachreiter, hinten ein schwarzer Löwe, überdeckt mit einem durchgehenden, vierlätzigen roten Turnierkragen.“
12. ↑  Offenburg: „In Silber ein offenes, rotes Stadttor mit stumpfem Giebel und ausgeschwenkten, goldenen Torflügeln, flankiert von zwei silberbefensterten Zinnentürmen.“
13. ↑  Oppenau: „In Silber eine von einer oben offenen Zinnenringmauer umschlossene rote Torburg auf unterhalbem, angespitztem, rotem Rundsockel mit zwei spitzbedachten und beknauften Zinnentürmen, schwarzem Spitzbogenfenster im Obergeschoss und erniedrigtem, stufengiebligem Mittelbau, darin ein offenes Spitzportal, erhöht um ein schwarzes Spitzbogenfenster.“
14. ↑  Renchen: „In Silber ein durchgehendes rotes Kleeblattkreuz.“
15. ↑  Rheinau: „In Gold mit rotem Schildbord ein schwarzer Löwe.“
16. ↑  Wolfach: „In Blau ein facettierter goldener Doppelhaken (Wolfsangel).“
17. ↑  Zell am Harmersbach: „In Gold ein rot bewehrter, rot bezungter schwarzer Adler.“
18. ↑  Appenweier: „In Gold ein blau gerüsteter Erzengel (Michael) auf dem Bauch eines liegenden, zweibeinigen, grünen Drachen stehend, diesem mit der Rechten einen schwarzen Speer in den Rachen stoßend, in der Linken einen blauen Schild mit durchgehendem goldenem Kreuz haltend.“
19. ↑  Bad Peterstal-Griesbach: „In Blau auf erniedrigtem grünen Bogenschildfuß ein hersehender, silberhaariger und -gekleideter, goldnimbierter Heiliger (hl. Petrus), in der abwärtigen Rechten einen goldenen Schlüssel, Bart nach außen gekehrt, die Linke erhoben mit ausgestrecktem Daumen und Zeigefinger.“
20. ↑  Berghaupten: „Gespalten von Gold und Silber, vorne ein roter Balken, hinten auf grünem Dreiberg ein linksgewendetes silberhaariges Mannshaupt in natürlichen Farben mit schwarzer Mütze und rotem Kragen.“
21. ↑  Biberach: „In Grün eine bewurzelte silberne Linde, davor kauernd ein silberner Biber, in den Vorderpfoten ein silbernes Holzstück.“
22. ↑  Durbach: „In Silber auf blauem Dreiberg ein roter Kelch mit zwei pfahlweisen roten Deckeln (Patenen), der obere größer.“
23. ↑  Fischerbach: „In Rot mit blau-silbernem Wolkenbord zwei schräggekreuzte goldene Fische.“
24. ↑  Friesenheim: „Gespalten von Gold und Rot, vorne eine gestürzte rote Pflugschar, hinten ein silbernes Winzermesser.“
25. ↑  Gutach (Schwarzwaldbahn): „Unter goldenem Schildhaupt, darin eine schwarze Hirschstange, in Silber auf einem von Grün und Blau im Wellenschnitt geteilten Schildfuß eine grüne Linde.“
26. ↑  Hofstetten: „In Blau auf grünem Schildfuß eine silberne Kirche mit linkem, oben sechsseitigem, schwarzkreuzbeknauftem, spitzbedachtem Turm (Dachreiter) mit Fenster und sechs schwarzen Bogenfenstern, zwei in der rechtsseitigen Apsis, vier im Langhaus, das vorletzte halb, die rechteckige Tür erhöhend.“
27. ↑  Hohberg: „In Grün eine goldene, gestürzte Triquetra.“
28. ↑  Kappel-Grafenhausen: „Gespalten von Rot und Blau, vorne zwischen zwei pfahlweisen, goldenen Rudern zwei schräggekreuzte gestürzte, silberne Fische, überdeckt von einem pfahlweis gestellten, silbernen Fisch, hinten auf grünem Schildfuß ein hersehender, schwarzhaariger, silberner Engel, mit beiden Händen ein stehendes schwarzes Andreaskreuz haltend.“
29. ↑  Kappelrodeck: „In Rot ein silberner Schrägbalken, darin eine schwarz gesockelte, bedachte und befensterte, rote Kirche in Seitenansicht mit vorne angesetztem Turm mit beknaufter Laterne.“
30. ↑  Kippenheim: „In Rot eine goldene Pflugschar zwischen zwei nach außen gekehrten silbernen Rebmessern mit schwarzem Griff.“
31. ↑  Lauf: „In Silber ein roter Kelch, daraus wachsend beidseitig je eine hängende, blaue Rebe mit grünem Blatt.“
32. ↑  Lautenbach: „In Silber eine blaue Rebe an grünem Stiel mit zwei grünen Blättern.“
33. ↑  Meißenheim: „In Gold eine roter Ring.“
34. ↑  Mühlenbach: „Geteilt von Silber und Gold, oben ein blauer Wellenschrägbalken, unten ein unterhalbes vierspeichiges rotes Mühlrad an der Teilung.“
35. ↑  Neuried: „In Silber ein blauer Pfahl, belegt mit einem dreiblättrigen (zwei abgewinkelt), goldenen Schilfkolben.“
36. ↑  Nordrach: „In Silber auf grünem Schildfuß ein hersehender, goldhaariger, rotgekleideter Heiliger (Hl. Ulrich) mit goldener, schwarzkreuzbesteckter Mitra, in der Rechten einen balkenweisen silbernen Fisch, in der Linken einen schwarzen, linksschrägen Krummstab mit linksgekehrter, goldener Krümme haltend.“
37. ↑  Oberharmersbach: „In Gold auf rotem Schildfuß ein hersehender, goldnimbierter, schwarz gekleideter, braunhaariger, barfüßiger Heiliger (Hl. Gallus) in natürlichen Farben, mit der Rechten ein rotes Buch mit schwarzem Kreuz vor der Brust tragend, mit der Linken einen roten Krummstab mit linksgekehrter Krümme haltend, vorne bekleidet von einem stehenden, linksgewendeten schwarzen Bären, mit der rechten Pranke einen schwarzen Spaten schulternd.“
38. ↑  Oberwolfach: „In Silber ein steigend schreitender, roter Wolf.“
39. ↑  Ohlsbach: „Geteilt von Blau und Rot, oben ein feldfüllender (nach oben gekrümmter) silberner Fisch, unten an grünem Rebzweig mit zwei grünen Blättern mittig eine blaue Rebe.“
40. ↑  Ortenberg: „Gespalten von Gold und Silber, vorne ein rot bewehrter und rot bezungter schwarzer Adler, hinten auf einem nach rechts abfallenden, gewellten grünen Boden eine rote Burg mit spitzbedachtem rechtsstehendem Turm.“
41. ↑  Ottenhöfen im Schwarzwald: „In Rot ein achtspeichiges goldenes Rad.“
42. ↑  Ringsheim: „In Silber ein blauer Ring, darin eine sechsblättrige, goldbesamte, grünbespitzte, rote Rose.“
43. ↑  Rust: „Gespalten von Rot und Blau, vorne pfahlweise ein linksgewandter, silberner Fisch, hinten eine goldene Pflugschar.“
44. ↑  Sasbach: „Gespalten von Blau und Gold, vorne ein wachsender, goldener Krummstab mit nach links gewendeter Krümme, hinten ein roter Schrägbalken.“
45. ↑  Sasbachwalden: „Gespalten von Blau und Silber, vorne eine bewurzelte silberne Tanne, hinten eine blaue Weinrebe mit grünem Blatt und Stängel.“
46. ↑  Schuttertal: „In Gold ein roter Balken, pfahlweise gekreuzt mit einem Abtstab in verwechselten Farben.“
47. ↑  Schutterwald: „In Silber eine bewurzelte grüne Linde.“
48. ↑  Schwanau: „In Blau ein schwimmender, schwarzbewehrter und rotgezungter, silberner Schwan; im rechten Obereck ein goldener Dreieckschild, darin ein roter Zinnenbalken.“
49. ↑  Seebach: „In Silber auf grünem Dreiberg wachsend eine grüne Tanne.“
50. ↑  Seelbach: „In Gold ein roter Balken, überdeckt mit einem Adler in verwechselten Farben.“
51. ↑  Steinach: „In Gold unter blauem Wellenschildhaupt, darin ein silberner Fisch, eine gestürzte rote Pflugschar, begleitet von drei roten Steinen (1:2).“
52. ↑  Willstätt: „In Rot ein durchgehendes goldenes Leistenkreuz, Feld eins, drei und vier damasziert, in zwei aus dem Balken wachsender ein linksgewendeter, silberner Schwan.“
53. ↑  Allmannsweier: „In Rot ein goldener, quergeteilten Sesters (Dorfzeichen).“
54. ↑  Altdorf: „In Rot balkenweise eine gestürzte, silberne Pflugschar und ein gestürztes, silbernes Pflugeisen (Sech).“
55. ↑  Altenheim: „In Rot pfahlweise ein goldener Sester  mit Streifen und ein silberner Fisch .“
56. ↑  Auenheim: „In Silber ein hersehender, blaugewandeter und  silberngegürteter, braunhaarig tonsierter, goldnimbierter Heiliger (hl. Laurentius), in der Rechten einen schrägen, roten Rost, in der Linken einen schwarzen Holzstamm mit drei Aststummeln haltend.“
57. ↑  Bad Griesbach: „In Silber drei (2:1) grüne Tannenzapfen.“
58. ↑  Bermersbach: „In Silber ein blauer Wellenschrägbalken, beiderseits begleitet von je einem liegenden grünen Weinreis mit blaue Rebe und grünem Blatt.“
59. ↑  Bodersweier: „In Rot ein goldener Ring.“
60. ↑  Bohlsbach: „Über goldenem Schildfuß, darin ein liegender, schwarzer Doppelhaken mit Mittelring (Dorfzeichen), in Silber ein schwarzstämmiger Apfelbaum mit grünen Blättern und roten Früchten.“
61. ↑  Bollenbach: „Gespalten von Schwarz und Blau, vorne in eine goldgegriffte, silberne Axt, hinten ein golden gekrönter, rot bezungter goldener Löwe.“
62. ↑  Bottenau: „In Silber eine blaue Rebe an verschlungenem grünem Stiel mit zwei Blättern.“
63. ↑  Bühl: „In Silber ein grünes Kleeblatt.“
64. ↑  Butschbach: „In Silber auf grünem Dreiberg eine grüne Erdbeerstaude mit vier (2:2) roten Früchten.“
65. ↑  Diersburg: „In Blau auf wachsendem, silbernem Felsengipfel eine goldene [bis 1967: schwarze] Gämse.“
66. ↑  Diersheim: „In Blau ein goldenes Johanniterkreuz, belegt mit einem silbernen Schildchen, darin eine schwarze Majuskel "D".“
67. ↑  Dinglingen: „Gespalten von Silber und Blau, vorne ein halbes 16-schaufliges, vierspeichiges, schwarzes Mühlrad am Spalt, hinten wachsend ein goldener Halm mit zwei abgewinkelten Blättern und drei schwarzen Ären.“
68. ↑  Dörlinbach: „In Silber über grünem Schildfuß, darin ein linksgebogener, die Teilung mittig übertretender, blauer Pfahl, wachsend eine anstoßende, gefugte rote Mauer, darin eine zentrale, das Pfahlhaupt einfassende, rechteckige Öffnung.“
69. ↑  Dundenheim: „In Silber ein schwarzes Radkreuz (Dorfzeichen).“
70. ↑  Ebersweier: „In Rot ein silbernes Tatzenkreuz.“
71. ↑  Eckartsweier: „In Rot eine goldbegriffte, silberne Sichel.“
72. ↑  Einbach: „In Silber auf erhöhtem, von einem blauen Pfahl schartenartig ausgeschnittenem grünem Schildfuß zwei grüne Tannen.“
73. ↑  Elgersweier: „In Rot ein goldener S-förmiger Haken (Dorfzeichen).“
74. ↑  Erlach: „In Rot pfahlweise eine mit blauen Edelsteinen besetzte goldene Blattkrone und eine goldene, schwebende Mondsichel mit aufgestecktem Kreuz (Ortszeichen).“
75. ↑  Ettenheimmünster: „In Blau ein wachsender goldener Abtsstab, vor dem Schaft linksschräggekreuzt ein ebensolches Schwert mit einem Palmenzweig.“
76. ↑  Fautenbach: „In Silber ein roter Mühlstein mit pfahlweisem Mühleisen.“
77. ↑  Freistett: „In Rot ein schräggestellter goldener Schiffshaken.“
78. ↑  Furschenbach: „In Silber ein schwarzes, gradarmiges Tatzenkreuz, mittig ein silberner Kantenwürfel (Dorfzeichen).“
79. ↑  Gamshurst: „Gespalten von Blau und Silber, vorne drei (1:2) goldene Kugeln, hinten auf schwarzem Dreiberg eine schwarze Hecke (Dornstrauch).“
80. ↑  Goldscheuer: „In Rot auf grünem Boden ein über Eck gestelltes, goldenes Fischerhaus mit schwarzem Fachwerk, Rundportal und Fenstern.“
81. ↑  Grafenhausen: „In Blau auf grünem Schildfuß ein hersehender, schwarzhaariger, silberner Engel, mit beiden Händen auf ein stehendes, schwarzes Andreaskreuz (schräggekreuzte schwarze Leisten) gestützt.“
82. ↑  Griesheim: „In Rot eine goldene Kugel, beseitet von einer gekrückten, fußgegabelten, goldenen Pfahlleiste und einem gestürzten goldenen Anker.“
83. ↑  Großweier: „Geteilt von Silber und Blau, oben ein wachsender roter Löwe, unten schräggegittert damasziert.“
84. ↑  Haslach: „In Rot ein sechsstrahliger goldener Stern.“
85. ↑  Hausgereut: „In Gold vier verbundene, rote Vierköpfe (Vierkopfschafte) (Dorfzeichen).“
86. ↑  Heiligenzell: „In Silber eine schwarze Ziffer "8" (Dorfzeichen).“
87. ↑  Helmlingen: „In Blau ein wachsender, hersehender, goldener Hirschkopf mit zwölfendrigem, silbernem Geweih.“
88. ↑  Hesselhurst: „In Silber ein gestürzter, schwarzer Angelhaken.“
89. ↑  Hofweier: „In Grün pfahlweise eine gestürzte, goldene Pflugschar und ein liegender, abnehmender, gebildeter, silberner Mond.“
90. ↑  Hohnhurst: „In Blau ein silbernes Hufeisen, darin eine goldene Kugel.“
91. ↑  Holzhausen: „In Gold eine rote Triangel.“
92. ↑  Honau: „In Rot ein goldener Krummstab, der Schaft besteckt mit einem silbernen Hufeisen.“
93. ↑  Hugsweier: „In Blau ein abnehmender, gebildeter, silberner Mond.“
94. ↑  Ibach: „In Silber auf grünem Boden ein schwarzstämmiger, grüner Laubbaum, die Krone besetzt mit einem schwarzer Vogel.“
95. ↑  Ichenheim: „In Blau pfahlweise ein silbernes Hufeisen mit abgebrochenem linkem Stollen und eine gestürzte, silberne Pflugschar.“
96. ↑  Kappel am Rhein: „In Rot zwei schräggekreuzte gestürzte silberne Fische, überdeckt mit einem pfahlweisen silbernen Fisch und beidseitig begleitet von je einem goldenen Ruder.“
97. ↑  Kinzigtal: „In Gold auf einem mit blauem Wellenpfahl belegten grünen Schildfuß zwei aus den Schildflanken kommende schwarze Dreiberge.“
98. ↑  Kippenheimweiler: „Gespalten von Blau und Silber, vorne ein silberner Adlerflügel, belegt mit einem goldenen Kleestängel, hinten ein goldengekrönter roter Löwe.“
99. ↑  Kirnbach: „In Silber mit silber-blauem Wolkenbord unter goldenem Schildhaupt, darin eine schwarze, fünfendige Hirschstange, ein pfahlweiser roter Doppelhaken (Wolfsangel).“
100. ↑  Kork: „In Rot ein goldenes Hufeisen.“
101. ↑  Kürzell: „In Silber ein hersehender, rot bekleideter Heiliger (hl. Laurentius), in der Rechten einen schrägen, schwarzen Rost, mit der Linken einen gelehnten, goldenen Schild mit Speerruhe (Tartsche), darin eine gestürzte rote Pflugschar, vor sich haltend.“
102. ↑  Kuhbach: „In Blau über erniedrigtem silbernem Wellenbalken eine hersehende, schreitende goldene Kuh mit rechtsgewandtem, erhobenem Schwanz.“
103. ↑  Langenwinkel: „In Rot pfahlweise eine schräge silberne Hacke und eine gestürzte goldene Pflugschar.“
104. ↑  Legelshurst: „In Gold ein schwarzer, spitzovaler Feuerstahl (Dorfzeichen).“
105. ↑  Leutesheim: „In Blau eine gekrückte, fußgegabelte, goldene Pfahlleiste (Ruderstange?), beseitet von zwei fünfstrahligen silbernen Sternen.“
106. ↑  Lierbach: „In Silber ein blauer Wellenschrägbalken.“
107. ↑  Linx: „In Rot ein goldener, spitzovaler Feuerstahl mit Querbügel (Dorfzeichen).“
108. ↑  Maisach: „In Silber auf einem rechtsgegabelten schwarzen Ast sitzend ein schwarz und silbern gefiederter Vogel (Meise) mit goldenem Schnabel.“
109. ↑  Memprechtshofen: „In Blau ein goldenes Posthorn mit zwei silbernen Quasten.“
110. ↑  Mietersheim: „In Silber ein schwarzes Wolfsangelschrägkreuzes (Dorfzeichen).“
111. ↑  Mösbach: „In Silber drei rote Kirschen mit zwei grünen Blättern an schwarzem Ast.“
112. ↑  Müllen: „In Rot ein vierspeichiges, achtschaufliges, goldenes Mühlrad mit quadratischem Achsloch.“
113. ↑  Münchweier: „In Silber auf grünem Schildfuß eine blaue Sichel mit goldenem Ring und schwarzem Griff, beseitet von zwei schwarzstämmigen, grünen Tannen.“
114. ↑  Nesselried: „In Silber auf grünem Dreiberg an schwarzem Stecken zwei grüne Rebstöcke mit je einer grünen Rebe und einem grünen Blatt.“
115. ↑  Neumühl: „In Rot ein goldenes, fußgesparrtes Patriarchen-Hochkreuz (Dorfzeichen).“
116. ↑  Niederschopfheim: „In Silber ein schwarzer Schopf.“
117. ↑  Niederwasser: „Geteilt von Silber und Grün, oben ein wachsender schwarzstämmiger, grüner Laubbaum, unten ein erhöhter blauer Wellenschildfuß, darin pfahlweise zwei versetzt linksschwimmende, silberne Fische.“
118. ↑  Nonnenweier: „In Silber pfahlweise eine schwarze Brille (Dorfzeichen) und eine schwarze Kugel.“
119. ↑  Nußbach: „In Silber ein an einen knorrigen, grünblättrigen, schwarzen Baum mit erhobener Rechten gebundener, dunkelhaariger, bärtiger Heiliger in natürlichen Farben (hl. Sebastian) mit blauem Lendentuch, von drei roten Pfeilen durchbohrt.“
120. ↑  Oberachern: „In Silber ein nach links gekehrter schwarzer Adlerrumpf mit roter Zunge.“
121. ↑  Oberentersbach: „In Silber auf grünem Boden wachsend eine schwarzstämmige, grüne Tanne, überdeckt von einem linksgewendeten roten Pflug mit Sech.“
122. ↑  Obersasbach: „In Gold auf grünem Dreiberg ein symmetrischer, schwarzstämmiger, grünblättriger Apfelbaum mit sieben roten Äpfeln.“
123. ↑  Oberschopfheim: „In Silber eine bewurzelte, schwarzstämmige grüne Tanne.“
124. ↑  Oberweier: „In Rot auf grünem Schildfuß ein schreitendes, goldnimbiertes, silbernes Lamm, mit dem rechten Vorderlauf einen goldenen Kreuzstab schulternd, daran eine dreiquastige, silberne Fahne, darin ein durchgehendes, rotes Balkenkreuz.“
125. ↑  Odelshofen: „In Blau ein siebenlochiges, goldenes Hufeisen.“
126. ↑  Ödsbach: „In Silber ein blauer Wellenbalken, belegt mit einem linksgewendeten, silbernen Fisch.“
127. ↑  Önsbach: „In Rot ein frontaler, silberner Schwimmfuß.“
128. ↑  Orschweier: „In Rot hinter zwei schräggekreuzten goldenen Ästen eine fünfblättrige, gestielte, goldene Blume mit grünen Blättern, beseitet von je einem goldenen Stern.“
129. ↑  Ottenheim: „Gespalten von Rot und Gold, vorne ein goldener, spitzovaler Feuerstahl (Dorfzeichen), hinten ein rotgekrönter, schwarzer Löwe.“
130. ↑  Prinzbach: „In Gold ein roter Balken, begleitet oben von zwei, unten von einem schwarzen Bergmannseisen.“
131. ↑  Querbach: „In Silber ein schwarzes, rundes Mühleisen (Dorfzeichen).“
132. ↑  Rammersweier: „In Silber auf grünem Dreiberg ein schreitender, rotgezungter, schwarzer Wolf.“
133. ↑  Ramsbach: „In Silber ein quadratischer schwarzer Rahmen, darin pfahlweise ein rechts gezahntes, schwarzes Sägeblatt, überdeckt von einem überstehenden, schwarzen Sägegatterbalken.“
134. ↑  Reichenbach (Gengenbach): „In Blau wachsend ein silberngekleideter, goldnimbierter Heiliger (hl. Petrus), in der Linken vor seiner Brust einen schrägen, gestürzten roten Schlüssel mit linksgekehrtem Bart haltend.“
135. ↑  Reichenbach (Hornberg): „In Silber auf grünem Boden eine schwarzstämmige, grüne Tanne.“
136. ↑  Reichenbach (Lahr): „Gespalten von Gold und Blau, vorne ein roter Balken, hinten ein wachsender goldener Abtsstab.“
137. ↑  Rheinbischofsheim: „In Silber aus blauem Wellenschildfuß wachsend ein perspektivischer, geländerter, schwarzer Steg, mittig besteckt mit einem goldenen Stechhelm, darauf wachsend ein rotschnabliger, blauer Schwanenrumpf (Helmzier).“
138. ↑  Ringelbach: „In Rot ein goldener Ring.“
139. ↑  Sand: „Geviert, im 1. und 4. Feld in Gold zwei rote Sparren, im 2. und 3. Feld in Silber mit einem roten Schildbord ein schwarzer Löwe. Oberwappen: Hinter dem Schild wachsend ein rotgekleideter Heiliger (hl. Bartholomäus), in der Rechten ein silbernes Messer mit goldenem Griff und in der Linken ein schwarzes Buch haltend.“
140. ↑  Sasbachried: „In Rot eine silberne Lilie.“
141. ↑  Schmieheim: „In Silber auf grünem Schildfuß (Boden) zwei schwarzstämmige, grüne Tannen, eine gestürzte rote Pflugschar im Schildhaupt mit den Wipfeln beseitend.“
142. ↑  Schönberg: „In Silber auf wachsendem, steilem, grünem Berg eine rote Burgruine (Hohengeroldseck), im linken Obereck ein goldenes Schildchen, darin ein roter Balken.“
143. ↑  Schuttern: „In Silber auf grünem Boden ein kniender, rot gekleideter Würdenträger mit roter Krone [bis 1971: Mitra], ein rotes Kirchenmodell darbietend.“
144. ↑  Schuttertal alt: „In Silber ein blauer Wellenbalken.“
145. ↑  Schutterzell: „In Silber ein schwarzes Stiergehörn (Dorfzeichen), die Enden durch eine Schlinge verbunden.“
146. ↑  Schwaibach: „Gespalten von Silber und Blau, vorne ein halber, goldbewehrter, rotbezungter, schwarzer Adler am Spalt, hinten ein wachsender goldener Abtsstab mit silbernem Sudarium.“
147. ↑  Schweighausen: „In Silber auf grünem Hügel zwei schwarzstämmiger, grüne Laubbäume.“
148. ↑  Seelbach (bis 1976): „In Silber auf blauem Wellenschildfuß ein grüner Weidenstamm mit fünf (1:2:2) fünfblätterigen Zweigen.“
149. ↑  Stadelhofen: „In Blau ein silberner Wellenschrägbalken, beiderseits begleitet von je einer goldenen Garbe.“
150. ↑  Sulz: „In Rot ein goldenes Johanniterkreuz.“
151. ↑  Tiergarten: „In Silber auf grünem Hügel ein nach links springender schwarzer Hirsch, rechts beseitet von einer schwarzstämmiger, grünen Tanne.“
152. ↑  Ulm: „In Silber auf grünem Boden ein grüner Apfelbaum mit [sieben] roten Früchten.“
153. ↑  Unterentersbach: „In Gold auf grünem Schildfuß ein roter Pflug mit Sech.“
154. ↑  Unterharmersbach: „In Silber auf grünem Boden ein hersehender, goldnimbierter, braunbärtiger und -haariger, schwarz gekleideter, braune Sandalen tragender Heiliger (hl. Gallus) mit vorgestelltem rechten Bein, die Rechte auf einen linksschrägen, roten Stab gestützt, in der Linken ein rotes Kreuz, rechts beseitet von einem linksgewendetern, schwarzen, stehenden Bären mit einem rechtsgeschulterten Bäumchen in verwechselten Farben.“
155. ↑  Urloffen: „In Silber auf grünem Dreiberg ein roter Zinnenturm.“
156. ↑  Wagshurst: „In Rot ein wachsender silberner Stab.“
157. ↑  Waldulm: „Geteilt und oben gespalten, vorne in Silber eine blaue Rebe mit zwei grünen Blättern, hinten in Rot ein aus der Spaltung wachsenender, goldengekleideter Arm, ein silbernes Winzermesser haltend, unten in Gold eine schwarze Majuskel "W".“
158. ↑  Wallburg: „In Silber auf grünem Boden ein grüner Laubbaum.“
159. ↑  Waltersweier: „In Rot ein goldener Ring (Dorfzeichen), besteckt mit einem Tatzenkreuz.“
160. ↑  Weier: „In Rot ein silbernes Johanniterkreuz, belegt mit einem silbernen Herzschild, darin ein mit drei silbernen Ringen belegter roter Balken.“
161. ↑  Welschensteinach: „In Rot eine gestürzte goldene Pflugschar.“
162. ↑  Windschläg: „In Rot auf grünem Dreiberg ein silbernes Schwert mit goldenem Griff, durch eine goldene Laubkrone gesteckt.“
163. ↑  Wittelbach: „In Blau ein roter Adler.“
164. ↑  Wittenweier: „In Rot zwei schräggekreuzte goldene Säbel.“
165. ↑  Zell-Weierbach: „In Rot drei (1:2) mit den Griffen zur Schildmitte gerichtete goldene Rebmesser, bewinkelt von drei mit den Stielen zur Schildmitte gerichteten goldenen Reben.“
166. ↑  Zierolshofen: „In Blau ein silberne, stilisierten Zange (Dorfzeichen).“
167. ↑  Zunsweier: „In Silber auf den Kuppen eines grünen Dreibergs mittig eine grüne Tanne, begleitet außen von je einem vierblättrigen grünen Rosenzweig mit vier (1:1:2) grünbespitzten, roten Blüten.“
168. ↑  Zusenhofen: „In Gold ein auf einem silbergeflügelten, schwarzen Teufel stehender, hersehender, blau gerüsteter, gold-rotbebordet nimbierter Erzengel (Michael), in der Rechten ein schräglinkes, gestürztes, silbern begrifftes, rotes Flammenschwert, in der Linken einen blauen Schild mit durchgehendem goldenem Kreuz haltend.“